# 14 Herculis b
14 Herculis b är en exoplanet som kretsar kring stjärnan 14 Herculis. Den upptäcktes av Geneva Extrasolar Planet Search år 1998. Den är en gasjätte och när den upptäcktes hade den längst omloppstid av alla kända exoplaneter.

## Fotografering
På grund av det stora avståndet mellan värdstjärnan och exoplaneten och eftersom 14 Herculis är så pass nära solsystemet finns det goda förutsättningar för att fotografera exoplaneten vid något tillfälle när vinkelavståndet är tillräckligt stort mellan planeten och stjärnan. Ett försök som gjordes 2007 med 3,6-metersteleskopet vid Mauna Kea på Hawaii lyckades emellertid inte särskilja exoplaneten från värdstjärnan.